# Prêmio MicroConto de Ouro
O Prêmio MicroConto de Ouro é um concurso literário para microcontos organizado pela Casa Brasileira de Livros. Desde a sua primeira edição, em 2021, é o concurso literário para microcontos que oferece a maior remuneração em dinheiro no Brasil, tendo como objetivo se consolidar como uma referência entre os galardões literários do gênero.
O Prêmio MicroConto de Ouro foi inspirado em outro concurso da Casa Brasileira de Livros, este para contos e poemas, e de abrangência internacional, o Prémio Internacional Pena de Ouro.

## Histórico de edições
O Prêmio MicroConto de Ouro teve a sua primeira edição no ano de 2021. Desde então, tem sido realizado anualmente.

## 1ª edição (2021)
As inscrições para a primeira edição do Prêmio MicroConto de Ouro tiveram início no dia primeiro de abril de 2021 e encerraram-se no dia 16 de maio de 2021. Os microcontos selecionados foram divididos entre semifinalistas, finalistas e vencedores — três primeiros colocados, que receberam premiação em dinheiro.
O total da premiação foi de R$ 1.803,00. O primeiro colocado recebeu R$ 1.001,00. O segundo colocado recebeu R$ 501,00. E o terceiro colocado R$ 301,00.

### Primeiros colocados (2021):[5]
| Colocação | Autor(a)                    | Título do microconto    |
| --------- | --------------------------- | ----------------------- |
| 1° lugar  | Juliane Vicente Lopes       | Fantástico à Monterosso |
| 2° lugar  | Mariana Magalhães Bernicchi | Não me leve flores      |
| 3° lugar  | Rafael Duarte Caputo        | Destino escrito         |

### Livro
A primeira edição do Prêmio MicroConto de Ouro resultou na edição de um livro com todos os microcontos selecionados.

## 2ª edição (2022)
As inscrições para a segunda edição do Prêmio MicroConto de Ouro tiveram início no dia nove de setembro de 2022 e encerraram-se no dia 13 de outubro de 2022. Os microcontos selecionados foram divididos entre semifinalistas, finalistas e vencedores — três primeiros colocados, que receberam premiação em dinheiro.
O total da premiação foi de R$ 1.806,00. O primeiro colocado recebeu R$ 1.002,00. O segundo colocado recebeu R$ 502,00. E o terceiro colocado R$ 302,00.

### Primeiros colocados (2022)[7]:
| Colocação | Autor(a)             | Título do microconto |
| --------- | -------------------- | -------------------- |
| 1° lugar  | Mariana Müller Samor | Utopia               |
| 2° lugar  | Marcela Ávila        | O Cheiro             |
| 3° lugar  | Cristian Vilches     | Aborto               |

## 3ª edição (2023)
As inscrições para a terceira edição do Prêmio MicroConto de Ouro tiveram início no dia seis de maio de 2023 e encerraram-se no dia 11 de junho de 2023. O total da premiação foi de R$ 1.809,00.

### Primeiros colocados (2023)[4]:
| Colocação | Autor(a)                      | Título do microconto |
| --------- | ----------------------------- | -------------------- |
| 1° lugar  | Shirleny Luz de Souza         | Gradação             |
| 2° lugar  | Juliano da Silva Lira         | Cafuné               |
| 3° lugar  | Gleidson Ferreira de Oliveira | Ciclo                |